# Linea di successione al trono del Portogallo

Lo stemma della monarchia portoghese

La linea di successione al trono del Portogallo (Linha de sucessão ao trono português) segue un criterio di preferenza degli eredi maschi.
La monarchia portoghese venne abolita il 5 ottobre 1910 quando il re Manuele II fu deposto a seguito di un colpo di Stato ed esiliato. Il titolo di pretendente al trono portoghese è disputato tra il sesto duca di Loulé Pedro José Folque de Mendoça Rolim de Moura Barreto, pretendente dal 2003 per successione di suo padre D. Alberto Nuno, quinto duca di Loulé (morto nel 2003) e rappresentante della linea louleiana e l'attuale capo del ramo michelista, Duarte Pio di Braganza, duca di Braganza, posizione ereditata alla morte del padre Dom Duarte Nuno nel 1976. La legge di successione portoghese segue la cosiddetta successione mista o narbonese , ossia al trono succedono i maschi in linea ed ordine di primogenitura, da maschio primogenito a maschio primogenito (legge salica); tuttavia se il re (o il capo della Casa), non ha figli maschi, oppure in mancanza di figli maschi in possesso dei diritti dinastici di successione, la successione passerà alla figlia maggiore del re (o del capo della casa reale portoghese), purché questa sia in possesso dei diritti dinastici, e poi ai suoi discendenti (non esclusi dai diritti dinastici); la figlia maggiore succede quindi al trono paterno, assumendo il titolo di regina.
Ciò accadde nel caso della regina Maria II nel 1826, figlia del re Pietro IV. 
Dalla  regina Maria II il trono del Portogallo, unitamente al titolo di capo della Casa portoghese, passerà alla sua discendenza in linea e per ordine di primogenitura maschile, ossia a suo figlio Pietro V. Questo tipo di successione è simile, per certi aspetti, a quella in uso nella monarchia britannica. Per continuare la pretensione e la facoltà a succedere è necessario che la discendenza resti in possesso dei diritti dinastici tra i quali, fondamentale, è il possesso della cittadinanza portoghese originaria. 
Altro requisito fondamentale, previsto dalle leggi dinastiche, è la discendenza legittima e naturale da matrimonio, matrimonio che deve essere autorizzato dal capo della Casa almeno fra i portatori della qualifica di infante del Portogallo, ossia fra i parenti più prossimi del sovrano. Le leggi dinastiche portoghesi non prevedono l'istituto del matrimonio morganatico.
Questo è l'ordine di successione per il trono per la linea louleiana:
1. Pedro José Folque de Mendoça Rolim de Moura Barreto (nato nel 1958)
2. Henrique Nuno Folque de Mendoça Rolim de Moura (nato nel 1997)
3. Helena Vaz Pinto de Mendoça (nata nel 2000)
4. Henrique Nuno Folque de Mendoça (nato nel 1964)
5. Maria Cardoso de Menezes Folque de Mendoça (nata nel 1998)
6. Filipe Alberto Folque de Mendoça (nato nel 1967)

Questo è l'ordine di successione per il trono per la linea michelista:
1. Duarte Pio di Braganza (nato nel 1945)
2. Alfonso di Santa Maria di Braganza (nato nel 1996)
3. Dinis di Santa Maria di Braganza (nato nel 1999).
4. Maria Francisca Isabel di Braganza (nata nel 1997)
5. Michele Rafaele di Braganza (nato nel 1946)

I diritti del duca di Loulé sono supportati dal Partito Popolare Monarchico, rappresentato nel parlamento portoghese. Esistono anche dei sostenitori della linea costituzionale della casa reale di Braganza-Sassonia-Coburgo-Gotha, rappresentata prima da Maria Pia di Sassonia-Coburgo-Gotha Braganza, che a sua volta sosteneva di essere figlia naturale del re Carlo I del Portogallo, e oggi da Rosario Poidimani e dai loro discendenti.

## Linea di successione nel 1910
Alla caduta della monarchia, gli incontestabili eredi di Manuele II erano:
1. Infante Alfonso di Braganza, duca di Porto (nome completo: Alfonso Henrique Maria Luís Pedro de Alcántara Carlos Humberto Amadeu Fernando António Miguel Rafael Gabriel Gonzaga Xavier Francisco de Assis João Augusto Júlio Volfando Inácio Saboya e Sassonia Coburgo Gotha Braganza), zio di Manuele II, nato nel 1865, celibe.
2. Infanta Antonia di Braganza (nome completo: Antónia Maria Fernanda Micaela Gabriela Rafaela Francisca de Assis Ana Gonzaga Silvina Júlia Augusta di Sassonia Coburgo Gotha Braganza), prozia di Manuele II, nata nel 1845, ultima figlia vivente di Maria II del Portogallo, principessa vedova di Hohenzollern, sposata a Leopoldo di Hohenzollern-Sigmaringen; non è provato che abbia rinunciato ai propri diritti alla successione portoghese, specialmente perché suo marito nel 1861 e successivamente non era un monarca regnante. Se i diritti dell'Infanta Antonia erano incontestati, quelli dei suoi figli non esistevano, perché stranieri; era nonna della principessa Augusta Victoria, che in seguito, nel 1913, sposò il suo secondo cugino, il deposto re Manuele II.
La linea di successione dopo l'Infanta Antonia è abbastanza controversa. Il padre di Maria II, Pietro IV, re del Portogallo e imperatore del Brasile, era stato costretto a rinunciare per sé e per tutti i suoi figli nati dopo Maria alla successione e molti hanno teorizzato se una tale pretesa potesse essere lecita. La costituzione portoghese del 1838 (che tuttavia venne poi sostituita, facendo tornare in vigore quella del 1826), così come i decreti e i trattati del 1834, specificamente avevano escluso il fratello più giovane di Pietro, l'Infante Michele del Portogallo, ma anche su questo non tutti erano concordi. Infatti l'articolo 8 della Costituzionale del 1826 sanciva che la cittadinanza portoghese era persa "da coloro che erano banditi da una sentenza giudiziaria", ma Michele e i suoi discendenti non erano stato banditi con una sentenza giudiziaria. D'altra parte è bene sottolineare che il loro bando non era stato sancito dalla Costituzione, ma da una legge separata non abrogata fino al 1950 e che la privazione dei diritti dinastici dipendeva da un decreto della regina Maria II del Portogallo (legge del Banno), ratificata dalle Cortes portoghesi: effetto della  legge del Banno fu l'esilio dal Portogallo per l'ex re Manuele II e per i suoi discendenti, cosa che prescrisse irrimediabilmente i diritti connessi alla cittadinanza portoghese originaria, indispensabile per la pretesa al trono.

Tuttavia i sostenitori del ramo michelista contestano tale prescrizione della cittadinanza portoghese originaria. In questo caso, il diritto di successione sarebbe spettato a:
1. Michele Gennaro di Braganza, figlio di Michele del Portogallo, nato nel castello di Kleinheubach, in Baviera durante l'esilio in Germania di suo padre, l'ex re Michele del Portogallo. Per la legge portoghese d'esilio del 1834 e per la costituzione del 1838 a lui ed alla sua famiglia era vietato entrare nel Portogallo e suo padre e tutta la sua discendenza vennero privati dei diritti dinastici portoghesi: ebbe due sorellastre, nate in Portogallo da relazioni extraconiugali di suo padre prima del suo matrimonio e mai legittimate, che invano lo stesso ex re cercò di far legittimare in quanto uniche sue discendenti nate in Portogallo e con i diritti di cittadinanza originaria. L'imperatore Francesco Giuseppe d'Austria apprezzava particolarmente Michele Gennaro di Braganza e gli concesse il privilegio dell'extra territorialità, facendolo rimanere un portoghese malgrado l'esilio. Si tratterebbe comunque di cittadinanza acquisita e non originaria, e quindi ininfluente ai fini della pretesa dinastica. Inoltre è contestato che l'imperatore d'Austria e re d'Ungheria, come qualunque altro monarca, potesse disporre del diritto di dichiarare sudditi o cittadini di stati o regni non sottoposti alla sua sovranità. I re del Portogallo mai riconobbero tale facoltà a nessun monarca.   
comunque, se si accettassero i diritti estinti di Michele, sarebbero reintegrati anche quelli di sua sorella Maria Teresa di Braganza e della sua discendenza, rappresentata dai figli dell'unico figlio Sebastiano di Borbone-Spagna:
2. Infante Francisco Maria Isabel Gabriel Pedro de Alcantara Sebastiao Afonso, primo duca di Marchena, Infante di Spagna e Portogallo, nato nel 1861, più anziano nipote dell'Infanta Teresa. Morto nel 1923, si sposò con María del Pilar de Muguiro y Beruete ed ebbe tre figlie, nessuna nata in Portogallo. Lo stesso Francisco era nato in Spagna e morì in Francia.
I successivi due figli maschi dell'Infante Sebastiano, già morti nel 1910, nacquero fuori dal Portogallo.
3. Infante Alfonso Maria Isabel Francisco Eugenio Gabriel Pedro Sebastian Pelayo Fernando Francisco de Paula Pio Miguel Rafael Juan José Joaquin Ana Zacarias Elisabeth Simeón Tereso Pedro Pablo Tadeo Santiago Simon Lucas Juan Mateo Andrès Bartolomé Ambrosio Geronimo Agustin Bernardo Candido Gerardo Luis-Gonzaga Filomeno Camilo Cayetano Andrès-Avelino Bruno Joaquin-Picolimini Felipe Luis-Rey-de-Francia Ricardo Esteban-Protomartir Genaro Nicolas Estanislao-de-Koska Lorenzo Vicente Crisostomo Cristano Dario Ignacio Francisco-Javier Francisco-de Borja Higona Clemente Esteban-de-Hungria Ladislado Enrique Ildefonso Hermenegildo Carlos-Borromoeo Eduardo Francisco-Régis Vicente-Ferrer Pascual Miguel-de-los-Santos Adriano Venancio Valentin Benito José-Oriol Domingo Florencio Alfacio Benére Domingo-de-Silos Ramon Isidro Manuel Antonio Todos-los-Santos, nato in Spagna 1866, si sposò e non ebbe figli.

1. Infine rimaneva il ramo della famiglia rappresentato dai successori della più giovane figlia di Giovanni VI del Portogallo, l'Infanta Anna del Gesù di Braganza, che aveva sposato nel 1827 il duca Nuño Jose Severo de Mendoça Rolim de Moura Barreto, duca di Loulé, nato in Portogallo nel 1804 ed ivi morto nel 1875, discendente da una importante famiglia dell'alta nobiltà lusitana. Il rappresentante più anziano dell'Infanta Anna nel 1910 era sua nipote:
2. Maria Domingas José de Mendoça Rolim de Moura Barreto, terza duchessa di Loulé (nata in Portogallo nel 1853). Da costei discendono i pretendenti della linea louleiana, che portano anche il titolo portoghese di duca di Loulé. Questa è l'unica linea tra quelle pretendenti al trono del Portogallo ad aver sempre, ed ininterrottamente, mantenuto la cittadinanza originaria portoghese.

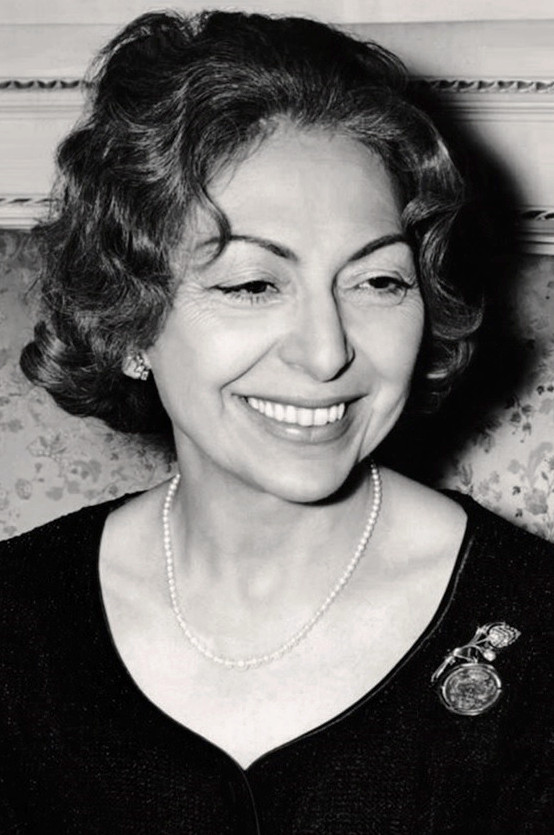
Maria Pia di Braganza

1. Maria Pia di Sassonia-Coburgo-Gotha Braganza affermò di essere frutto di una relazione adulterina che re Carlo I del Portogallo ebbe con Maria Amélia Laredó e Murça e per questo si presentò da allora come pretendente al trono portoghese. Durante la sua vita sempre rivendicò i titoli di Principessa Reale di Portogallo e duchessa di Braganza.[2] Tuttavia ella non discende da matrimonio, essendo appunto frutto, secondo quanto affermato, di una relazione adulterina del re Carlo I del Portogallo: mancherebbe quindi il requisito della nascita legittima. Maria Pia di Sassonia-Coburgo-Gotha Braganza si sposò tre volte ed ebbe discendenza; nessuno dei suoi mariti ebbe la cittadinanza portoghese e la sua discendenza mai godette della cittadinanza portoghese.

## Leggi di successione
Le Costituzioni del 1822, 1826 e 1838, così come il ripristino nel 1842 di quella del 1826, hanno confermato una successione per discendenti legittimi secondo primogenitura, favorendo la linea principale rispetto alla secondaria, e i maschi rispetto alle femmine e, nel caso di estinzione, fra i discendenti collaterali della dinastia dei Braganza. ("A sucessão da Coroa segue a ordem regular de primogenitura, e representação entre os legítimos descendentes; preferindo sempre a linha anterior às posteriores; na mesma linha, o grau mais próximo ao mais remoto; no mesmo grau, o sexo masculino ao feminino; e no mesmo sexo, a pessoa mais velha à mais nova.") Questa era stata la regola anche tra i primi sovrani portoghesi.
Dopo la rivolta del 1640 contro la Spagna e l'ascesa al trono dei Braganza, la legge consuetudinaria del Portogallo (che si considera come componente fondamentale della monarchia portoghese) escluse i sovrani di altri paesi dalla successione, ma non persone nate fuori dal Portogallo o che hanno importanti posizioni in altri stati. Questo è attestato dal fatto che durante il regno di Pietro II del Portogallo, il figlio di un suo secondo cugino, Manuel Joaquín Álvarez de Toledo, marchese di Frechilla e Villarramiel (1641-1707), allora Primo Ministro della confinante Spagna, fu riconosciuto come il Primo Principe del Sangue in Portogallo ed erede al trono portoghese subito dopo i diritti (allora incerti) del re Pietro. Si trattava però di disposizioni che vennero superate dall'ascesa al Trono di Pietro IV re del Portogallo e l'imperatore del Brasile e con l'entrata in vigore delle nuove costituzioni nel corso del XIX secolo che sempre ribadirono la necessità che il successore al Trono godesse della cittadinanza portoghese originaria. 
Infatti, il desiderio di evitare l'unione con un Paese più forte, si tradusse in alcune disposizioni costituzionali, quale l'articolo 100 della Costituzione del 1838 ("Nenhum Estrangeiro pode suceder na Coroa de Portugal"). Questa costituzione fu sostituita nel 1842 con quella del 1826, che sanciva: "Extintas as linhas dos Descendentes legítimos da SENHORA DONA MARIA II, passará a Coroa à colateral".
Sin dall'esilio della famiglia reale, ci sono state molte dispute su chi fosse straniero e chi no. La legge consuetudinaria portoghese, così come tutte le costituzioni scritte, ha sempre richiesto la nascita legittima come condizione necessaria per essere erede al trono e il decreto del 1834, ratificato dalle Cortes, dal monarca e dalla costituzione del 1838 specificamente esclude dalla successione l'ex sovrano Michele I e i suoi discendenti (di cui Duarte Pio di Braganza è l'attuale pretendente) dalla successione dinastica, ma secondo alcuni questa disposizione è caduta nel 1842 con la nuova costituzione.